# Nesochrysa marginicollis
Nesochrysa marginicollis is een insect uit de familie van de gaasvliegen (Chrysopidae), die tot de orde netvleugeligen (Neuroptera) behoort. 
Nesochrysa marginicollis is voor het eerst wetenschappelijk beschreven door Kimmins in 1957.